# جيمس فرنسيس إدواردز
جيمس فرنسيس إدواردز هو طيار مقاتل كندي، ولد في 5 يونيو 1921 في نوكوميس ‏ في كندا.